# Sky Aviation (Sierra Leone)
Sky Aviation war eine Fluggesellschaft in Sierra Leone mit Sitz in Freetown und Drehkreuz am Freetown International Airport. Die Fluggesellschaft wurde 2002 gegründet und stellte den Flugbetrieb 2009 ein.
Bei Liquidierung verfügte Sky Aviation über zwei Flugzeuge:
- Boeing 737-200
- Boeing 747SP